# Жан Дювьєсар
Жан П'єр Дювьєсар (10 квітня 1900 , Frasnes-lez-Gosseliesd, Ено  — 11 жовтня 1977 , Шарлеруа, Ено ) — бельгійський католицький політичний діяч, міністр економіки у 1947–1950 та 1952–1954 роках). У 1950 році він два місяці обіймав посаду 36-го прем'єр-міністра Бельгії. Очолював Європарламент (1964–1965).